# Tommy Tedesco
Tommy Tedesco (* 3. Juli 1930 in Niagara Falls (New York) als  Thomas J. Tedesco; † 10. November 1997 in Northridge, Kalifornien) war ein US-amerikanischer Gitarrist in den Bereichen Jazz, Rock und Pop und gehörte zu einer Gruppe von kalifornischen Studiomusikern, The Wrecking Crew genannt.

## Leben und Wirken
Tommy Tedesco kam Ende der 1950er Jahre nach Kalifornien und war seitdem einer der gefragtesten Studiogitarristen. Er spielt Melodiegitarre beim Bonanza-Theme der Fernsehserie, die erstmals am 12. September 1959 in den USA gezeigt wurde. Seitdem hat er bei weit über tausend Aufnahmen mitgewirkt. Obwohl er hauptsächlich Gitarrist war, spielte er eine große Anzahl von anderen Saiteninstrumenten wie Banjo, Mandoline, Bouzouki, Balalaika, Ukulele oder Sitar. Dabei benutzte er allerdings bei diesen Instrumenten oftmals die Gitarrenstimmung. Er arbeitete an der Westküste der USA für viele bekannte Künstler wie die Beach Boys, Jan & Dean, Phil Spector, The Mamas and the Papas, Elvis Presley, Ella Fitzgerald, Sarah Vaughan, Frank Zappa (Lumpy Gravy, 1968), The Monkees, The 5th Dimension oder Cher. Er wirkte Anfang der 1960er Jahre auch bei dem Studioprojekt B. Bumble And The Stingers mit.
Tommy Tedesco war als Studiomusiker neben Schallplattenaufnahmen für andere Musiker an einer Vielzahl von Produktionen für Film und Fernsehen beteiligt. So ist er beispielsweise bei den Filmmusiken von The French Connection, The Godfather, Jaws, The Deer Hunter und Field of Dreams zu hören. Für das Fernsehen machte er Aufnahmen für Serien wie The Twilight Zone, Green Acres, M*A*S*H oder Batman.
Er spielte zudem unter seinem eigenen Namen seit 1978 eine Reihe von Alben ein. Die Stücke von Tedesco wurden unter anderem von den Gitarristen Howard Roberts, Jimmy Raney, Barney Kessel und Tal Farlow beeinflusst. 1992 setzte ein Schlaganfall und die daraus resultierende teilweise Lähmung seinem Schaffen ein jähes Ende. Im darauf folgenden Jahr veröffentlichte er seine Autobiographie mit dem Titel Confessions of a Guitar Player.
Für die Fachzeitschrift Guitar Player schrieb Tedesco mehrere Jahre lang regelmäßig die Kolumne Studio Log, in der er ausführlich über seine Studioarbeit für Schallplattenproduktionen, Filme und das Fernsehen berichtete.

## Filmische Rezeption
In dem Film The Wrecking Crew aus dem Jahr 2008, der von seinem Sohn Denny produziert wurde, wird Tommy Tedesco als Studiomusiker mit einer Reihe seiner Arbeitskollegen porträtiert.

## Diskographie (Auswahl)
- Alone at Last (Tommy Tedesco Trio), Trend Records, 1979, LP
- Carnival Time (Tommy Tedesco Trio), Trend Records, 1983, LP
- Tommy Tedesco Performs Roumanis' Jazz Rhapsody for Guitar & Orchestra, Capri, 1992, CD
- Fine Fretted Friend, Discovery/Wea, 1992, CD